# Прыжок в высоту
Прыжок в высоту — дисциплина лёгкой атлетики, относящаяся к вертикальным прыжкам технических видов. Составляющие прыжка — разбег, подготовка к отталкиванию, отталкивание, переход через планку и приземление.
Требует от спортсменов прыгучести и координации движений. Проводится в летнем и зимнем сезонах. Является олимпийской дисциплиной лёгкой атлетики для мужчин с 1896 года и для женщин с 1928 года.
Рекордсменом по прыжкам в высоту среди мужчин является кубинец Хавьер Сотомайор с результатом 2,45 м, установленным в 1993 году. Это самый длительный рекорд в истории прыжков в высоту среди мужчин. Украинка Ярослава Магучих в 2024 году установила мировой рекорд среди женщин на высоте 2,10 м, побив предыдущий рекорд, установленный в 1987 году Стефкой Костадиновой.

## Правила
Соревнования по прыжкам в высоту происходят в секторе для прыжков, оборудованном планкой на держателях и местом для приземления. Спортсмену на предварительном этапе и в финале даётся по три попытки на каждой высоте. Спортсмен имеет право пропустить высоту, при этом неиспользованные на пропущенной высоте попытки не накапливаются. Если спортсмен совершил неудачную попытку или две на какой-либо высоте и не хочет больше прыгать на этой высоте, он может переносить неиспользованные (соответственно, две или одну) попытки на следующие высоты. Прирост высот в ходе соревнований определяется судьями, но он не может быть менее 2 сантиметров. Спортсмен может начать прыгать с любой высоты, предварительно оповестив об этом судей.
Расстояние между держателями планки 4 м. Размеры места приземления 3×5 метров.
При попытке спортсмен должен отталкиваться одной ногой. Попытка считается неудачной, если:
- в результате прыжка планка не удержалась на стойках
- спортсмен коснулся поверхности сектора, включая место приземления, расположенное за вертикальной проекцией ближнего края планки, или между, или за пределами стоек любой частью своего тела до того, как он преодолел планку
- спортсмен оттолкнулся двумя ногами

Удачную попытку судья отмечает поднятием белого флага. Если планка упала со стоек после поднятия белого флага, попытка считается засчитанной. Обычно судья фиксирует взятие высоты не раньше, чем спортсмен покинул место приземления, но окончательное решение о моменте фиксации результата формально остаётся за судьёй.

## История

### Древняя история
У древних немцев был популярен так называемый «королевский прыг» через несколько стоящих рядом лошадей. А у некоторых племён, населяющих Центральную Африку, издавна и по сей день основным событием народных празднеств остаются состязания по прыжкам в высоту с разбега. На олимпийских играх в Древней Греции, олимпийцы бегали, метали диск, прыгали в длину, боролись, состязались на колесницах, проводили кулачные бои, но ни разу за все 293 олимпиады не прыгали в высоту. Первое упоминание о спортивных соревнованиях по прыжкам в высоту относится к XIX веку.
Прыжки в высоту обязаны своим происхождением не столько лёгкой атлетике, сколько гимнастике. В немецких гимнастических обществах спортсмены включали в программу своих выступлений наравне с такими снарядами, как кольца, брусья, конь, перекладина, и прыжки в высоту. А прыгали тогда с прямого разбега двумя ногами вперёд.

### XIX век
В хрониках XIX века упоминается имя прыгуна Карла Мюллера из Берлина. По свидетельству очевидцев, он был человеком сильным, ловким и легко перепрыгивал высоту, достигавшую ему до подбородка. Но никто не измерял, на какой высоте находился подбородок Карла Мюллера.
Прыжки в высоту быстро распространялись по Европе. Особенно много их поклонников оказалось в Англии. И там, на первых официальных соревнованиях в 1864 году, победитель Роберт Мейч прыгнул в высоту на 1 м 67,4 см.
Впрочем, первым мировым рекордом считается другой результат. Студент-медик из Лондона Роберт Гуч в 1859 году преодолел планку на высоте 1 м 70 см. Но дело здесь даже не в высоте, а в том, каким способом Роберт прыгал. В отличие от других спортсменов он делал разбег не под прямым углом к планке, а под острым, сбоку, а в воздухе его ноги двигались наподобие ножниц.
Уже на играх первой Олимпиады 1896 года были разыграны медали в прыжках в высоту. Дальнейшая история этой дисциплины позволяет выделить три периода, связанных с тремя стилями прыжков.

### Перешагивание («ножницы»)
Является наиболее простым и доступным из всех способов прыжка в высоту. Он не требует дорогого инвентаря, специальных поролоновых матов, так как прыгун осуществляет приземление на ноги (прежде всего маховую) и может прыгать в яму с песком. При выполнении прыжка разбег осуществляется наискосок к линии планки со стороны маховой ноги, отталкивание производится дальней от планки ногой. Мах выполняется ближней к планке, вначале почти прямой для увеличения махового момента, затем маховая нога несколько сгибается в колене, туловище наклоняется вперёд для снижения положения центра масс тела, маховая нога резко опускается за планку, а толчковая в это время движется вверх и переносится через планку повёрнутой стопой снаружи, туловище несколько наклоняется к планке. Прыгун приземляется на маховую ногу.
Этим способом, известным ещё с середины XIX века, атлеты пользовались примерно до 1937 года и довели мировой рекорд до 2,09 м. Модифицированным способом «ножницы», называемым «волна», при котором разбег выполняется по прямой линии, под углом к планке 60—70° или под прямым углом, пользовалась вплоть до конца 1960-х годов рекордсменка мира Иоланда Балаш, которая довела свой результат до 191 см.

#### «Волна»
В 1895 году американец Майкл Суини представил вниманию новый способ прыжка, названный «волной». Выполнив прыжок таким способом, он преодолел высоту в 197 см. Название прыжок получил в связи с тем, что тело спортсмена и маховая нога в полёте над планкой напоминают дугу. Приземляется спортсмен на маховую ногу.

### «Перекат»
Этот способ предшествовал «перекидному». Он отличается от перекидного тем, что спортсмен, разбегаясь наискосок к линии планки со стороны толчковой ноги, отталкивается ближней к планке ногой и приземляется на толчковую ногу. Способ позволяет приблизить центр масс тела к планке, но не обеспечивает его положение ниже планки, как «перекидной» или «фосбери-флоп».

### «Перекидной»
Данный способ напоминает предыдущий вариант выполнения прыжков. В этом случае в положении животом вниз прыгун пересекает планку. Это новая методика прыжка, ведь меняются движения в полёте по сравнению с предыдущим вариантом. Пользуется большой популярностью из-за простоты и высокого уровня эффективности. Под острым углом рекомендуется осуществлять разбег, например, 25 градусов, чтобы достичь хорошего результата. Нога, которая находится ближе к планке, используется для отталкивания от земли. В вытянутом положении маховая нога находится над преградой во время полёта. После этого через планку переносится всё тело. Приземление нужно совершить на одну руку и маховую ногу.

### «Фосбери-флоп»
При прыжке этим способом спортсмен разбегается наискосок по широкой дуге со стороны маховой ноги (как при «перешагивании») так, чтобы в процессе отталкивания создать вращающий момент для разворота тела спиной к планке.
Во время отталкивания дальней от планки, толчковой ногой таз разворачивается, и, взлетая вверх, спортсмен поворачивается спиной к планке, последовательно перенося через планку части тела, что является неоспоримым биомеханическим преимуществом. При выполнении правильного перехода планки плечи опускаются за планку с одной стороны, а ноги удерживаются с другой, чем достигается положение центра масс тела ниже планки. Когда таз также пройдёт над планкой, тазобедренные суставы быстро сгибаются и ноги выпрямляются. Прыгун падает на спину, ноги прямые. Центр масс атлета при прохождении тела над планкой проходит под ней. Большая скорость разбега позволяет преобразовать большую часть поступательного импульса тела вверх.
Этот способ был изобретён американским атлетом по имени Дик (Ричард) Фосбери, когда ему было 16 лет. В 1968 году на Летних Олимпийских играх в Мексике Дик Фосбери с помощью нового способа выиграл золотую олимпийскую награду, установив новый олимпийский рекорд (2,24 метра).
В СССР он долгое время был непопулярен в том числе и из-за того, что не хватало поролоновых матов для приземления. Прыгать же способом фосбери-флоп (или фосбюри-флоп) в песок было крайне травмоопасно. Первым спортсменом из СССР, который начал использовать фосбери-флоп, был Кестутис Шапка. Он несколько модифицировал атаку планки выбрасыванием ближней к планке руки вверх. Практически все современные прыгуны в высоту, включая рекордсмена мира Хавьера Сотомайора (2,45), пользуются стилем фосбери-флоп.

## Современная история
Если в первой половине XX века в прыжках в высоту лидировали спортсмены США, то в настоящее время здесь нет доминирования одной страны и одной школы. Сильные атлеты появляются в России, Швеции, Болгарии, Кубе, Хорватии, Украине. На чемпионате мира 2007 года победил до того малоизвестный атлет Томас (Багамские Острова).
Прыжки в высоту также очень популярны и у женщин. Они входят в программу Олимпийских игр с 1928 года и в программу чемпионатов мира и Европы с самого начала их проведения. Первой женщиной, преодолевшей рубеж 2 метра, стала Роземари Аккерман (1977).
На чемпионате мира 2013 в Москве украинский атлет Богдан Бондаренко победил с высотой прыжка 2 м 41 см и совершил попытку установить новый мировой рекорд на высоте 2 м 46 см, но эта высота ему не покорилась.

## Рекорды
|         | Рекорд                    | Высота | Спортсмен(-ка)   | Страна  | Дата            | Место              |
| ------- | ------------------------- | ------ | ---------------- | ------- | --------------- | ------------------ |
| Мужчины | Мировой                   | 2,45 м | Хавьер Сотомайор | Куба    | 27 июля 1993    | Саламанка, Испания |
| Мужчины | Мировой (в помещении)     | 2,43 м | Хавьер Сотомайор | Куба    | 4 марта 1989    | Будапешт, Венгрия  |
| Мужчины | Олимпийский               | 2,39 м | Чарльз Остин     | США     | 28 июля 1996    | Атланта, США       |
| Мужчины | Европейский               | 2,42 м | Патрик Шёберг    | Швеция  | 30 июня 1987    | Стокгольм, Швеция  |
| Мужчины | Европейский (в помещении) | 2,42 м | Карло Тренхардт  | ФРГ     | 26 февраля 1988 | Западный Берлин    |
|         |                           |        |                  |         |                 |                    |
| Женщины | Мировой                   | 2,10 м | Ярослава Магучих | Украина | 7 июля 2024     | Париж, Франция     |
| Женщины | Мировой (в помещении)     | 2,08 м | Кайса Бергквист  | Швеция  | 4 февраля 2006  | Арнштадт, Германия |
| Женщины | Олимпийский               | 2,06 м | Елена Слесаренко | Россия  | 28 августа 2004 | Афины, Греция      |
| Женщины | Европейский               | 2,10 м | Ярослава Магучих | Украина | 7 июля 2024     | Париж, Франция     |
| Женщины | Европейский (в помещении) | 2,08 м | Кайса Бергквист  | Швеция  | 4 февраля 2006  | Арнштадт, Германия |

## Факты
- В прыжках в высоту безусловное преимущество имеют высокие атлеты, так как их центр масс находится относительно выше и, соответственно, им приходится поднимать свою массу на меньшую высоту. Но при этом в соревнованиях успешно выступают разные спортсмены[8].
  - Рост Стефана Хольма (личный рекорд 2,40 м) равен 181 см: то есть он прыгнул на 59 см выше собственного роста.
  - Рост Бланки Влашич (рекорд 2,08) равен 193 см.
- Некоторые производители спортивного инвентаря предлагают атлетам разные шиповки на толчковую и маховую ногу. Шиповка для толчковой ноги имеет более толстую подошву, что способствует более эффективному отталкиванию[9], а также с дополнительными шипами в области пятки для более надёжной фиксации ноги во время толчка.

## Прыжок в высоту в филателии
- Марка СССР, 1949 г. Прыжок в высоту. «Перекат»
- Почтовая марка СССР, 1964 г. «Перекидной»
- Почтовая марка СССР, 1965 г.
- Почта СССР, 1980 г. XXII Летние Олимпийские игры. Прыжки в высоту
- Почтовая марка СССР, 1984 г. «Фосбери-флоп»